# مقاطعة كوبريفنيكا-كريزفتسي
مقاطعة كوبريفنيكا-كريزفتسي (بالكرواتية: Koprivničko-križevačka županija)‏ هي إحدى مقاطعات كرواتيا ومركزها مدينة كوبريفنيكا.

## التقسيم الإدراي
تنقسم المقاطعة إلى:
- مدينة كوبريفنيتسا (مقر المقاطعة)
- بلدة كريزيفسي
- بلدة دورديقاتش
- بلدية درنجي
- بلدية شيليكوفيتش
- بلدية فرديناندوفاك
- بلدية جولا
- بلدية جورنجا رييكا
- بلدية حلبين
- بلدية كالينوفاك
- بلدية كالنيك
- بلدية كلوستار بودرافسكي
- بلدية كوبريفنيكي بريجي
- بلدية كوبريفنيكي إيفانيك
- بلدية ليغراد
- بلدية مولف
- بلدية نوفيغراد بودرافسكي
- بلدية نوفو فيرجي
- بلدية بيترانيك
- بلدية بودرافسكي سيسفيت
- بلدية راسينجا
- بلدية سوكولوفاك
- بلدية سفيتي إيفان شابنو
- بلدية سفيتي بيتار أوريهوفيتش
- بلدية فيرجي

## التركيبة السكانية

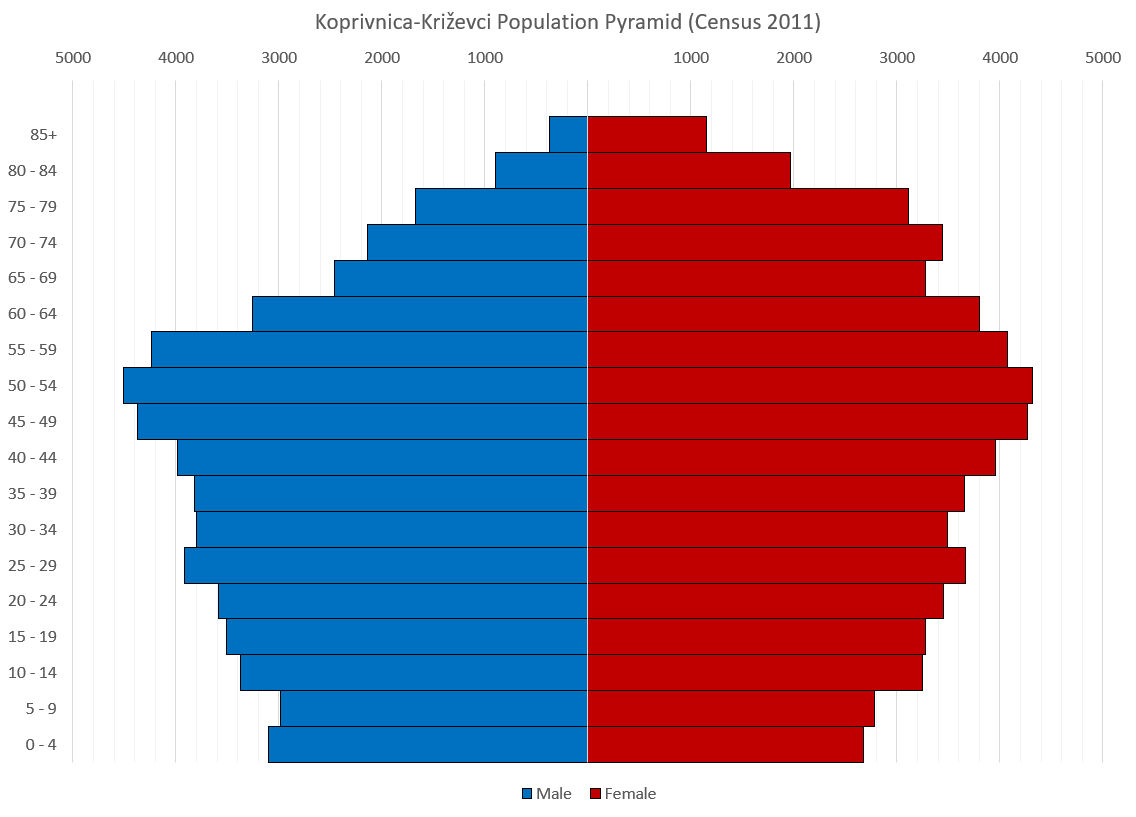
الهرم السكاني حسب تعداد 2011.

اعتبارًا من تعداد 2011 كان عدد سكان المقاطعة 115584 نسمة، وتبلغ الكثافة السكانية 71 فردًا لكل كيلومتر مربع.